# Деде-Ічьотуй
Деде-Ічьотуй (рос. Дэдэ-Ичётуй) — село Джидинського району, Бурятії Росії. Входить до складу Сільського поселення Ічьотуйське.
Населення — 1113 осіб (2015 рік).